# Arran (Azerbaïdjan)
Pour les articles homonymes, voir Arran.
Arran est actuellement le terme utilisé en République d'Azerbaïdjan pour désigner le territoire des basses-terres du Karabakh, situées entre le fleuve Koura et son affluent l'Araxe, dont la plaine du Mil et des parties de la plaine Mughan. Le terme est parfois utilisé en Iran ainsi que par certains intellectuels dans d'autres pays pour désigner l'actuelle république d'Azerbaïdjan.

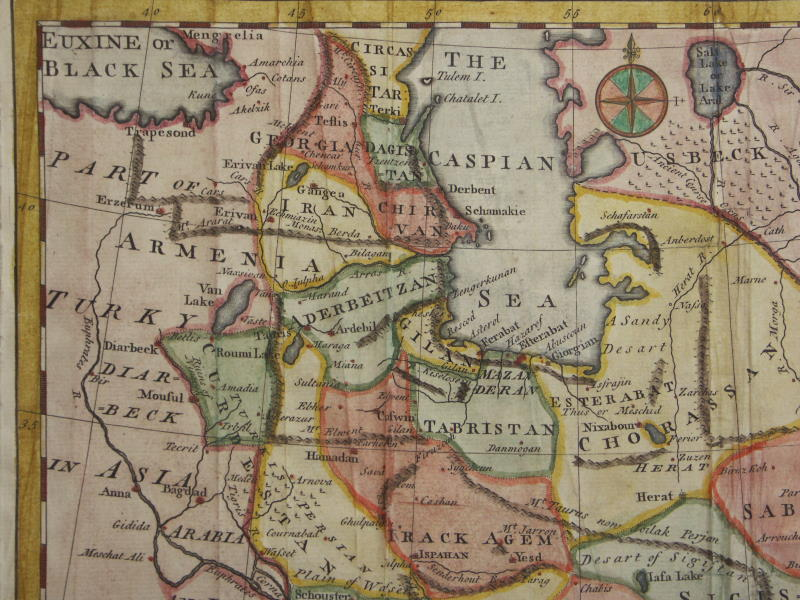

Historiquement, le terme Arran (ou Aran) était un terme géographique utilisé depuis le Moyen Âge pour désigner certaines parties de ce qui est maintenant la république d'Azerbaïdjan ainsi que certaines parties de l'Arménie. Cette région a été appelée par les géographes arabes Bayn al-Nahrayn « intervalle (entre) les deux fleuves. »
Le sens attribué à Arran a connu des altérations majeures au cours des siècles. Il est maintenant utilisé à la fois pour désigner la république d'Azerbaïdjan et la zone historique du Karabakh sur la rive gauche de la Koura. Plus tard, le terme "Azerbaïdjan" a supplanté le terme "Arran" après la première utilisation célébrant la création de la République démocratique d'Azerbaïdjan en 1918. Ensuite, la République socialiste soviétique d'Azerbaïdjan a porté ce nom.